# Lunca la Tisa
Lunca la Tisa (ukr. Луг над Тисою, Łuh nad Tysoju) – wieś w Rumunii, w okręgu Marmarosz, w gminie Bocicoiu Mare. W 2011 roku liczyła 714 mieszkańców.